# بريس (دشتياري)
بريس (بالفارسية: بریس) هي قرية تقع في دشتياري في إيران. يقدر عدد سكانها بـ 2,356 نسمة .